# Sammlung fischereilicher Zeitfragen
Die Sammlung fischereilicher Zeitfragen war eine Schriftenreihe des Deutschen Fischerei-Vereins, ab 1936 Reichsverband der Deutschen Fischerei. Die Reihe erschien in 35 Ausgaben von 1925 bis 1944 im Verlag Neumann in Neudamm in der Neumark, heute Dębno in der polnischen Woiwodschaft Westpommern, einige Ausgaben auch zusammen mit dem Keune Verlag in Hamburg.  Autoren waren Wissenschaftler, Praktiker und Verbandsfunktionäre, die über Forschungsergebnisse, Haltungsprobleme und Wirtschaftsfragen der Binnenfischerei schrieben. Schwerpunkte waren Teichwirtschaft, besonders die Jahresberichte der Versuchsstation in Wielenbach, Fischkrankheiten und Wasserbau.

## Titelliste
| Heft | Autor                                                       | Titel | Jahr | Seiten |
| ---- | ----------------------------------------------------------- | --- | ---- | ------ |
| 01   | Emil Walter                                                 | Die Versuche 1924 in der bayerischen teichwirtschaftlichen Versuchstation Wielenbach | 1925 | 19     |
| 02   | Emil Walter                                                 | Die Versuche 1925 in der bayerischen teichwirtschaftlichen Versuchstation Wielenbach | 1926 | 30     |
| 03   | Deutscher Fischerei-Verein                                  | Die wirtschaftliche Lage der Binnenfischerei und die Notwendigkeit ausreichender Schutzzölle für Süßwasserfische. Denkschrift des Deutschen Fischerei-Vereins | 1926 | 15     |
| 04   | Ernst Röhler                                                | Zur Statistik der deutschen Teichwirtschaft nach Material des Deutschen Fischerei-Vereins | 1926 | 14     |
| 05   | Karl Schiemenz                                              | Untersuchungen über die Preisspanne im Süßwasserfischgeschäft. Sonderdruck aus der Allgemeinen Fischerei-Zeitung | 1927 | 16     |
| 06   | Karl Schiemenz                                              | Beiträge zur Geschichte des Karpfengeschäftes | 1927 | 31     |
| 07   | o. Vf.                                                      | Gegenwartsfragen der deutschen Teichwirtschaft. Bericht über die ordentliche Mitgliederversammlung des „Vereins Deutscher Teichwirte e. V.“ am 1. Februar 1927 in Berlin | 1927 | 30     |
| 08   | Emil Walter                                                 | Die Versuche 1926 in der bayerischen teichwirtschaftlichen Versuchsstation Wielenbach | 1927 | 24     |
| 09   | Karl Schiemenz                                              | Um Zwangssyndikat und Neuorganisation. Ein Rückblick auf das letzte Jahrzehnt der Karpfenverwertung | 1928 | 32     |
| 10   | Paul Frohriep                                               | Der Karpfen als Besatz unserer Binnenseen | 1928 | 11     |
| 11   | Ernst Röhler                                                | Betriebsergebnisse zweier Groß-Teichwirtschaften in zehn Vorkriegsjahren | 1928 | 19     |
| 12   | Emil Walter                                                 | Richtlinien zur Karpfenfütterung | 1928 | 16     |
| 13   | Deutscher Fischerei-Verein                                  | Fischerei-Pachtvertrag. Anleitung zu seiner zweckmäßigen Abfassung nebst erläutertem Mustervertrag, 2. verbesserte Auflage | 1928 | 18     |
| 14   | Karl Schiemenz                                              | Das Süßwasserfischgeschäft unter besonderer Berücksichtigung des Jahres 1927. Mit einem Anhang: Zur Marktbeobachtung und Konjunkturstatistik in der Binnenfischerei | 1928 | 42     |
| 15   | Karl Schiemenz                                              | Der Handel in der Fischwirtschaft. Einige grundsätzliche Anmerkungen über seine Funktionen und Aufgaben | 1929 | 16     |
| 16   | Emil Walter                                                 | Die Versuche 1927 in der bayerischen teichwirtschaftlichen Versuchsstation Wielenbach | 1929 | 15     |
| 17   | Karl Schiemenz                                              | Das Zahlenbild der deutschen Fischwirtschaft | 1929 | 51     |
| 18   | E. E. Strophal, Heinz Struck, Ernst Ehrenbaum, Ernst Röhler | Der Aal in der deutschen Fischwirtschaft | 1930 | 20     |
| 19   | Detlev Brüning                                              | Die deutsche Karpfenteichwirtschaft. Ein betriebswirtschaftlicher Beitrag zur Lage der Binnenfischerei | 1930 | 64     |
| 20   | Otto Gaschott                                               | Krankheiten der Forelle. Aus der Bayerischen Biologischen Versuchsanstalt für Fischerei in München | 1930 | 20     |
| 21   | Otto Gaschott                                               | Krankheiten des Karpfens. Aus der Bayerischen Biologischen Versuchsanstalt für Fischerei in München | 1931 | 20     |
| 22   | Emil Walter                                                 | Arbeiten aus der Bayerischen teichwirtschaftlichen Versuchsstation Wielenbach aus den Jahren 1928 bis 1930 | 1931 | 56     |
| 23   | Ernst Röhler                                                | Aalfang und Aalwirtschaft | 1934 | 24     |
| 24   | Alfred Willer                                               | Die Bewirtschaftung der Maränenseen. Grundsätze für die Nutzung der Freiwasserregion unserer Seen | 1934 | 18     |
| 25   | Emil Walter                                                 | Die Versuche 1931 und 1932 der bayerischen teichwirtschaftlichen Versuchsstation Wielenbach | 1934 | 24     |
| 26   | Wilhelm Schäperclaus                                        | Merkblatt über Wesen, Ursache und Bekämpfung der ansteckenden Bauchwassersucht des Karpfens | 1936 | 36     |
| 27   | Conrad Lehmann                                              | Fütterungsfragen in der Forellenzucht | 1936 | 19     |
| 28   | Reichsverband der Deutschen Fischerei                       | Fischerei und Wasserbau, Teil 1: Eine grundsätzliche Klärung für die weitere Zusammenarbeit | 1936 | 55     |
| 29   | Detlev Brüning                                              | Ein betriebswirtschaftlicher Beitrag zur Lage der deutschen Karpfenteichwirtschaften | 1937 | 39     |
| 30   | Eugen Probst                                                | Die Versuche 1933–1935 der bayerischen teichwirtschaftlichen Versuchsanstalt Wielenbach. Die Zucht auf Leistung bei Karpfen und Schleie | 1937 | 65     |
| 31   | Reichsverband der Deutschen Fischerei                       | Fischerei und Wasserbau, Teil 2: Die Erhaltung der Fischerei bei dem Ausbau der kleineren Wasserläufe | 1939 | 31     |
| 32   | Conrad Lehmann                                              | Die Regenbogenforelle als Besatzfisch unserer Gewässer | 1941 | 30     |
| 33   | Alfred Willer                                               | Der Stand der Lachsfrage im großdeutschen Raum. Vortrag, gehalten im Reichsverband der Deutschen Fischerei zu Berlin am 23. Januar 1941 | 1941 | 23     |
| 34   | Alfred Willer                                               | Neuere Ergebnisse der Forschung auf dem Gebiete der Karpfenteichwirtschaft. Vortrag auf der Reichstagung der deutschen Karpfenzüchter in Cottbus am 13. September 1942 | 1942 | 23     |
| 35   | Kurt Smolian                                                | Die Elektrofischerei. Ihr Zweck, die Methode ihrer Anwendung, die Grenzen ihres Erfolges und ihre Gefahren nach dem gegenwärtigen Stande unseres Wissens und den Ergebnissen der Untersuchungen des vom Reichsverband der Deutschen Fischerei gebildeten „Ausschusses für Elektrofischerei“ | 1944 | 36     |